# Juranics László
Juranics László (Kaposvár, 1765. június 22. – Pécs, 1850. december 12.) nagyprépost és apátkanonok.

## Élete
Juranics Ferenc és Sréter Éva nemes szülők fia, Juranics Antal győri püspök testvérbátyja. Tanulmányait szülőhelyén kezdte, folytatta Keszthelyen. Szintaxista korában barátságot kötött Batsányi Jánossal, akivel 60 évig levelezett, noha 14 éves koruktól fogva egymást soha többé nem látták; Fejér György kanonokkal is baráti viszonyban volt. A bölcseletet Győrött végezte; a hittudományokat a pozsonyi központi papnevelőben hallgatta; 1790. október 30-án miséspappá szenteltetett föl. Káplán volt Pincehelyen, Szakcson és Döbröközön (Tolna vármegye), ahol mint helyettes is működött. 1798-ban Értényben lett plébános, ahol 1809-ben első alesperessé neveztetett ki. 1812. február 25-én tiszteletbeli kanonok és 1831. szeptember 28-án pécsi kanonok, 1840-ban rudinai apát, 1848-ban pedig a káptalan nagyprépostja.
Jótékonyságával is kitűnt: Értényben az iskolára 400 forintot, Kaposvárt nagy rétet adott a plébánia fölsegélésére. A Szigetváron szeptember 7-én évenként tartandó ünnepélyt ő kezdeményezte, azt magyar beszéddel nyitotta meg és annak évenként való megtartására 2500 forint alapítványt tett. Latin nyelven kívül csupán magyarul írt és beszélt, a németet törte, amit azonban kikerülni mindenáron törekedett. Az írók segélyezésére és munkáik kiadhatására ezreket költött; legtöbb pénzében részesült Batsányi János, akinek Verseit (Buda, 1835.) kinyomatta, melyeket a szerző neki mint legrégibb szíves barátjának ajánlott.

## Munkája
- Sermo, occasione, qua postliminio districtus minor Völgységhiensis. Hőgyésziensis dictus, auctoritate episcopali restauraretur, habitus in oppido Hőgyész, die 18. Octobris, anno 1815. Pestini, 1817.

Levelei a Magyar Nemzeti Múzeumban: Révaihoz Értény 1806. okt. 25., Horvát Istvánhoz Értény, 1818. márcz. 4., 1821. decz. 28., kelet n., Pécs, 1832. jún. 30., 1833. márc. 22., máj. 27. és aug. 13.